# Жабины
Жабины — русские дворянские роды.
Иакинф Жабин был новгородским боярином в 1345 году.
Степан и Иван Ивановичи Жабины «за московское осадное сиденье» получили вотчины в 1613 году; из них Иван Иванович был выборным от Костромы на Земском соборе 1642. Этот род был внесён в VI часть родословной книги Костромской губернии.

## Известные представители
- Жабин Григорий Степанович — московский дворянин (1658-1668).

- Жабины: Максим Романович и Иван Иванович — московские дворяне (1676-1692).

- Жабин Кирилл Григорьевич — стряпчий (1683), стольник (1692).

- Жабины: Василий и Александр Григорьевичи — стряпчие (1692)[2].